# Nyceryx vega
Nyceryx vega är en fjärilsart som beskrevs av Jean Baptiste Boisduval 1875. Nyceryx vega ingår i släktet Nyceryx och familjen svärmare. Inga underarter finns listade i Catalogue of Life.